# Selma, Indiana
Selma är en ort i Delaware County i delstaten Indiana, USA.